# مو-دو
مو-دو (بالإيطالية: Mo-Do)‏ (Mo-Do) كان مشروع موسيقى إيطالي. أُطلق في منتصف التسعينات من القرن الماضي من طرف ثلاثة دي جي كلاوديو زينارو، ماريو بينوسا، وسيرغيو بورتالوري، أما الذي كان يغني فهو فابيو فريتيلي (24 يوليو 1966-6 فبراير 2013).
النجاح الكبير الذي حققته هذه الفرقة كان من خلال الأغنية المعروفة (Eins, zwei, Polizei أي واحد، اثنان، الشرطة) والتي حصلت على المرتبة الأولى في ماي 1994.

## وصلات خارجية
- مو-دو على موقع ميوزك برينز (الإنجليزية)
- مو-دو على موقع ديسكوغز (الإنجليزية)

- أغنية واحد، اثنان، الشرطة من موقع يوتيوب على يوتيوب